# Anadiplos
Anadiplos (grekiska: ἀναδίπλωσις, anadíplōsis; "återfördubbling"), är en talfigur inom retoriken som består däri att början av en sats utgör en upprepning av slutet i föregående sats.

## Exempel
- Felicia är död, död är mitt enda hopp – Cornelis Vreeswijk (Felicia adjö)
- Jag kan svara med ett ord: Seger – seger till varje pris (I can answer in one word: Victory – victory at all costs) – Winston Churchill.